# スイス国鉄HG3/3形蒸気機関車

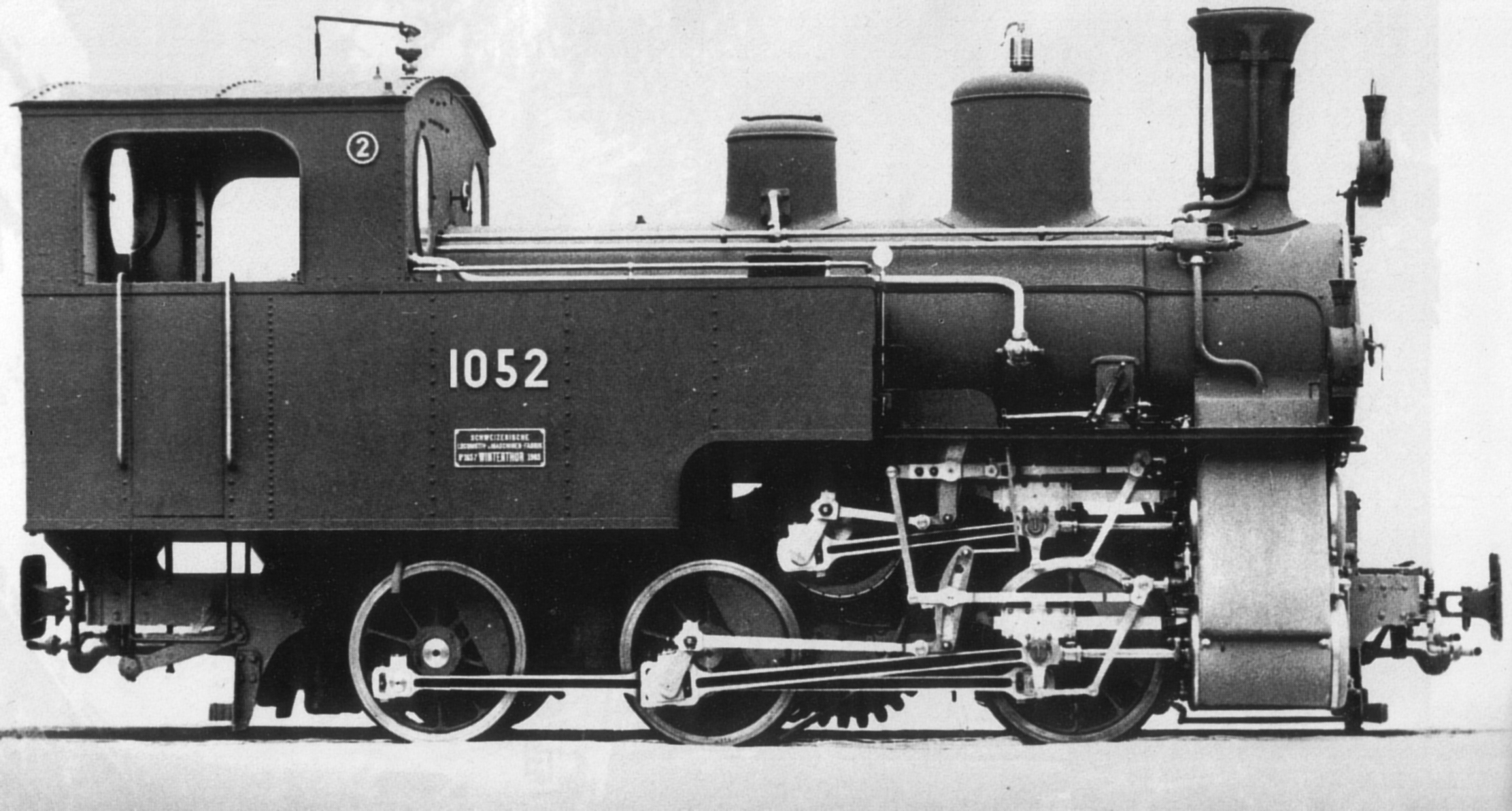
メーカーのSLM公式写真、HG3/3 1052号機、第一動輪と第二動輪間の内側に見えるギアがラック区間用ピニオンで、第二動輪の斜め上方の駆動軸から一段減速で駆動される

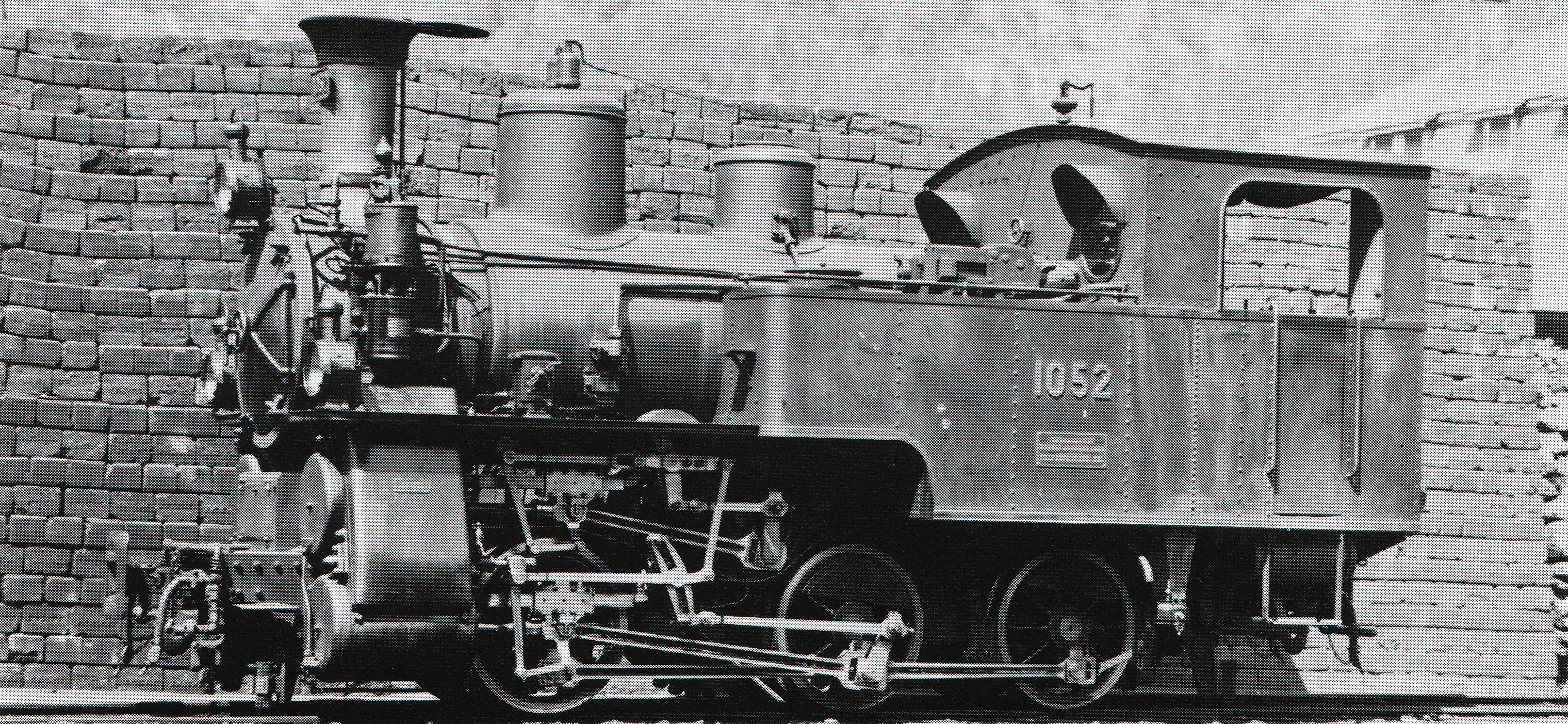
同じくHG3/3 1052号機、非公式側

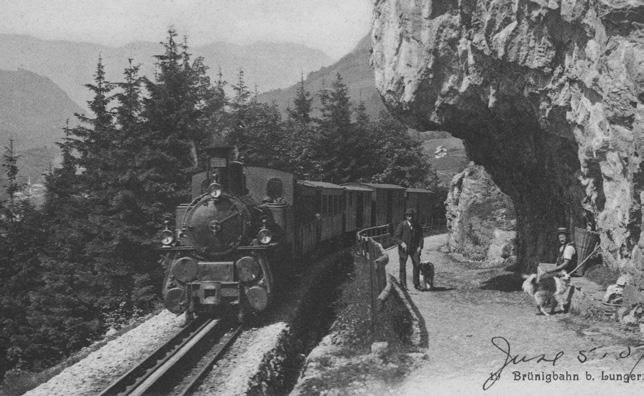
混合列車を牽引するHG3/3形、1910年頃

スイス国鉄HG3/3形蒸気機関車（すいすこくてつHG3/3がたじょうききかんしゃ）は、スイスのスイス連邦鉄道の1m軌間の路線であるブリューニック線で使用された山岳鉄道用ラック式蒸気機関車である。

## 概要
スイス国鉄の唯一の1m軌間の路線であるブリューニック線（現在はルツェルン-シュタンス-エンゲルベルク鉄道と統合してツェントラル鉄道となっている）において、ジュラ-ベルン-ルツェルン鉄道は、ルツェルンからインターラーケンに至る74kmの路線のうち、ブリューニック峠を越える約16kmの区間を最急勾配120パーミルのラック式としていたが、その他の区間は最急勾配19パーミル（ラック区間への導入部のみ25パーミル）と比較的平坦な路線であった。そのため、1888-89年の開業以来、1887-1901年製のHG2/2形ラック式蒸気機関車13機と、1887-02年製のG3/3形粘着式蒸気機関車とを列車の運行区間に応じて併用して運行されていたが、本形式はこのHG2/2形の増備および置換用として、同じく粘着区間用のG3/3形の増備・置換用として製造されたG3/4形粘着式蒸気機関車と並行して、1905-1926年に18機がSLMで製造されたラック式の蒸気機関車である。
それまで運行されていたHG2/2形は、ラック式鉄道で使用される蒸気機関車のうち、粘着式とラック式双方の駆動装置を装備する機体としては初期の設計・製造のものであり、左右1組のシリンダと減速歯車で、直径と有効径が同一でサイドロッドで連結された動輪とラック区間用ピニオンの双方を駆動する方式であったが、この方式は動輪のタイヤの摩耗等による動輪径の変化に伴って動輪とピニオンの周速に差が出てしまい、結果として特にサイドロッドや動輪のタイヤ踏面など駆動装置に負荷がかかり、また、粘着動輪とピニオンの負荷の分担割合を設定できない方式でもあった。そのため、本形式が製造される頃までには次第にこの方式は採用されなくなり、粘着動輪とラックレール用ピニオンを別個に駆動するために4シリンダ式としてシリンダーおよび弁装置2式を装備するものがほとんどとなっており、その方式としてヴィンタートゥール式、アプト式、ベイヤー・ピーコック式、クローゼ式ほか名称の無いものも含めいくつかのものが存在していた。
本形式で採用されたヴィンタートゥール式は、考案したSLMの所在地の名を採った方式で、アッペンツェル軌道会社が1904、09年に導入したSLM製のHG2/4形で実績のあるものであり、ラック式駆動装置用のシリンダを粘着式用の上部に配置して、台枠上部に装備された中間軸を駆動し、そこから1段減速で台枠に装備された駆動用のピニオンを駆動する方式であった。
本形式はこのアッペンツェル軌道会社のHG2/4形をベースに車軸配置を1'Bz1'からCzに変更し、ボイラー容量も拡大して牽引力を増強した機体となっており、出力298kW、牽引力49/108kN（粘着区間/ラック区間）を発揮し、最大勾配120パーミルで50tの列車を10km/hで牽引可能な性能を持ち、従来使用されていたHG2/2形と比較して性能向上が図られているほか、同形式が60パーミルの前傾ボイラーを装備していたために峠の最高地点であり、勾配が登りから下りに変わるブリューニック・ハスリベルク駅構内に設置された転車台で方向転換をしていたのに対し、本形式は水平ボイラーを搭載して方向転換を省略し運行効率の向上を図っている。なお、それぞれの機番とSLM製番、製造年、価格（スイス・フラン）は下記のとおりである。
- 1051 - 1656 - 1905年3月23日 - 51,000
- 1052 - 1657 - 1905年3月30日 - 51,000
- 1053 - 1711 - 1906年3月25日 - 51,000
- 1054 - 1712 - 1906年5月1日 - 51,000
- 1055 - 1713 - 1906年5月4日 - 51,000
- 1056 - 1831 - 1907年7月10日 - 51,000
- 1057 - 1832 - 1907年7月19日 - 51,000
- 1058 - 1912 - 1908年7月31日 - 57,000
- 1059 - 1913 - 1908年8月14日 - 57,000

- 1060 - 1914 - 1908年8月28日 - 57,000
- 1061 - 1915 - 1908年9月4日 - 57,000
- 1062 - 1992 - 1909年5月10日 - 57,000
- 1063 - 1993 - 1909年5月15日 - 57,000
- 1064 - 1994 - 1909年5月21日 - 57,000
- 1065 - 2081 - 1910年3月26日 - 57,000
- 1066 - 2082 - 1910年3月31日 - 57,000
- 1067 - 2083 - 1910年4月6日 - 57,000
- 1068 - 3134 - 1926年 - 110,900

## 仕様

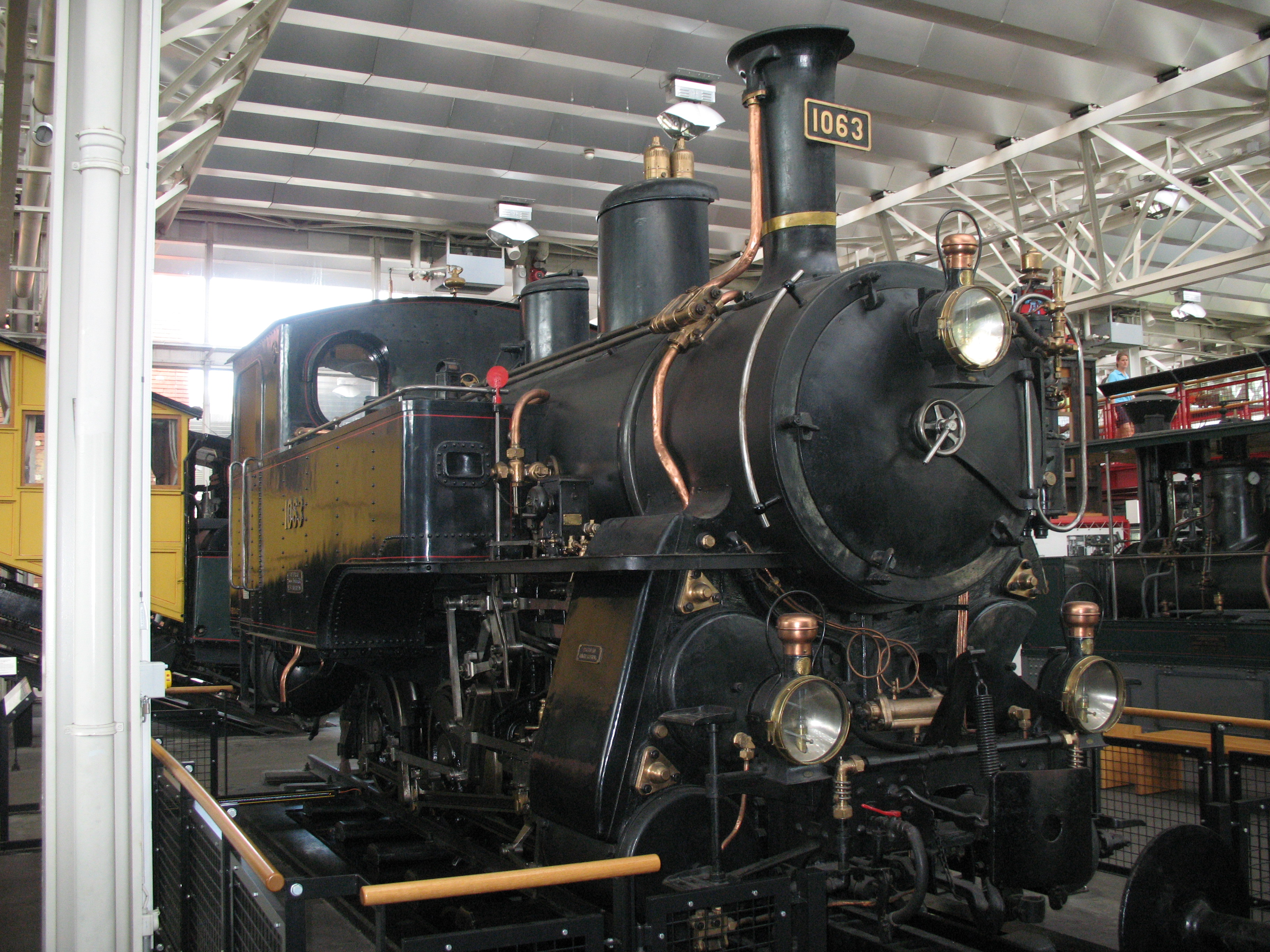
ルツェルンの交通博物館に保存されているHG3/3 1063号機のカットモデル、上下2段に配置されたシリンダのうち、上側がラック式駆動装置用、下側が粘着式駆動装置用

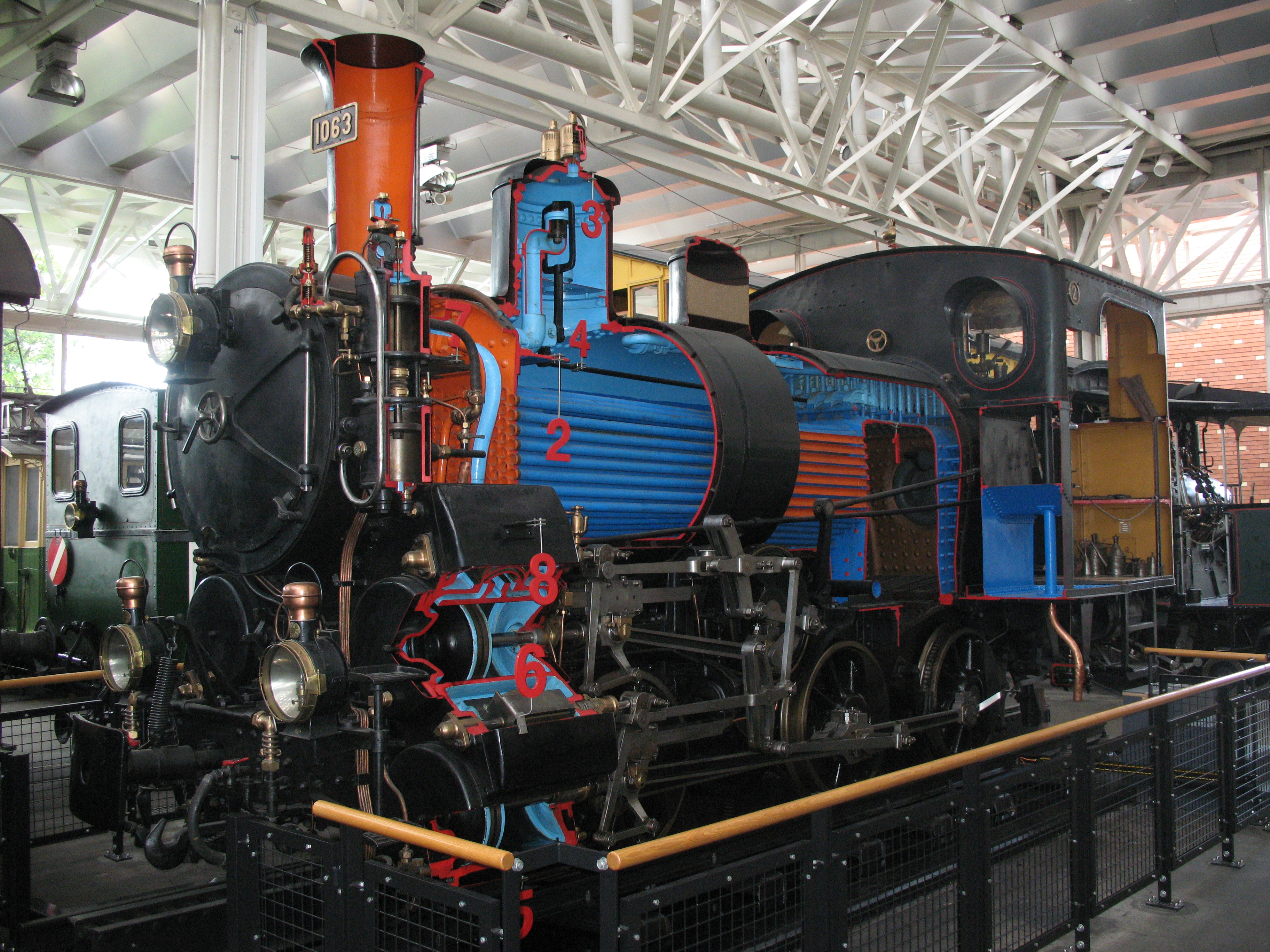
HG3/3 1063号機のカットモデル、弁装置は両駆動装置ともワルシャート式で、シリンダブロック内の切替弁により、ラック区間では4シリンダ複式、粘着区間ではラック式駆動装置は動作せず、2シリンダ単式として走行する

外観は太いボイラーに動輪を車軸配置Cに配置し、粘着動輪駆動用のシリンダの上部にピニオン駆動用のシリンダを配置しているもので、煙室扉周りや運転室周りを始め、全体にシンプルなデザインのスイス製蒸気機関車の標準的なスタイルである。

### 走行装置
- 走行装置は粘着動輪用とピニオン用がそれぞれ2シリンダの4シリンダ式で、粘着動輪のみで走行する場合には粘着式駆動装置のみの2シリンダ単式、ラック区間走行時には粘着式駆動装置のシリンダを高圧シリンダ、ラック式駆動装置のシリンダを低圧シリンダとする4シリンダ複式として動作するものとなっている。弁装置はいずれもワルシャート式であり、粘着動輪用走行装置とピニオン用走行装置は弁装置はそれぞれ独立したもの、加減弁、逆転器などを共用として、シリンダブロック内に装備した蒸気シリンダ駆動の切替弁を運転室から遠隔操作することによって粘着式駆動装置のスライドバルブの蒸気出口からの蒸気を、ラック式駆動装置のスライドバルブの蒸気入口もしくはブラストパイプのどちらかに切り替えることでラック式駆動装置用のシリンダへの蒸気の供給を制御する方式となっている。
- 台枠は18mm厚鋼板を882mm間隔（内寸864mm）に配置した内側台枠式の板台枠で、ボイラ台とシリンダブロックは鋳鉄製である。動輪は直径910mmのスポーク車輪で、これを全軸距3100mmの車軸配置Cに配置して主動輪を第2動輪とし、第1動輪と第2動輪の間を1750mmと若干広くとり、この間にラック式駆動装置のシリンダから駆動されるピニオン駆動用軸と、そこからギヤ比1:2.2で1段減速される27枚歯・有効径860mmのピニオンを設置して車軸配置Czとしているほか、第1動輪の車軸にはブレーキ用として24枚歯の同じくブレーキドラム併設のピニオンをフリーで嵌込んでいる。なお、ピニオンが1段減速となっているため、走行時、外見上は粘着式とラック式駆動装置（駆動用軸）が逆回転しているかのように見える。なお、シリンダはいずれも径380×行程450mmで粘着式駆動装置用、ラック式駆動装置用とも台枠外側に水平に設置されており、ラック方式はラックレールがラダー型1条のリッゲンバッハ式である。

### ボイラー・その他
- ボイラーは13mm厚鋼板による内径1150mm（第1缶胴）、全伝熱面積が1057号機までが62.2m2、1058号機以降は若干容量が拡大された66.8m2小煙管160本、蒸気圧力14kg/cm2の飽和蒸気式であり、1058号機以降は煙管長が2500mmから2680mmに延長されている。なお、本形式と並行して導入されたG3/4形は最終増備機が過熱式で製造され、それまでの機体も順次過熱式ボイラーに換装されているが、本形式は飽和蒸気式のままであった。
- 正面には煙突前部もしくは煙室扉部に1箇所と、デッキ上もしくはランボード前端の左右の3箇所に丸型の引掛式の前照灯が設置されており、当初は オイルランプであったが、後に電灯式となっている。また、連結器はピン・リンク式連結器で、連結器下 にフックを備えており、ねじ式連結器としても使用可能なものであった。なお、1941年の電化以降に残存していた 機体については、従来のピン・リンク式連結器とも連結可能な+GF+[8]ピン・リンク式自動連結器に変更されている。
- 石炭の積載量は0.8t、水積載容量は1057号機までが2.8m3、1058号機以降が3.0m3で、水タンクはサイドタンク式である。
- ブレーキ装置は反圧ブレーキ、手ブレーキ及び真空ブレーキであったが、1908年以降ウエスティングハウス式自動空気ブレーキにより空気ブレーキ化されている。基礎ブレーキ装置は粘着動輪は第3動輪両抱式踏面ブレーキが、ピニオンは第1動輪に併設されたブレーキ用ピニオンのブレーキドラムにも両抱式ブレーキが作用するほか、ピニオン駆動用軸にも独立してバンド式の手ブレーキ装置が設置されている。

### 主要諸元
| 軌間             | 軌間                      | 1000mm                                                             | 1000mm                                                             | 1000mm                                                             |                                  |                                  |                                  |
| 方式             | 方式                      | 2シリンダ単式/4シリンダ複式切替式過熱蒸気式タンク機関車            | 2シリンダ単式/4シリンダ複式切替式過熱蒸気式タンク機関車            | 2シリンダ単式/4シリンダ複式切替式過熱蒸気式タンク機関車            |                                  |                                  |                                  |
| 軸配置           | 軸配置                    | Cz                                                                 | Cz                                                                 | Cz                                                                 |                                  |                                  |                                  |
| 寸法             | 全長                      | 7450mm                                                             | 7550mm                                                             | 7540mm                                                             |                                  |                                  |                                  |
| 寸法             | 全幅                      | 2600mm                                                             | 2600mm                                                             | 2600mm                                                             |                                  |                                  |                                  |
| 寸法             | 全高                      | 3500mm                                                             | 3500mm                                                             | 3500mm                                                             |                                  |                                  |                                  |
| 寸法             | 機関車全軸距              | 3100mm                                                             | 3100mm                                                             | 3100mm                                                             |                                  |                                  |                                  |
| 寸法             | 固定軸距                  | 3100mm                                                             | 3100mm                                                             | 3100mm                                                             |                                  |                                  |                                  |
| 寸法             | 動輪径                    | 910mm                                                              | 910mm                                                              | 910mm                                                              |                                  |                                  |                                  |
| 寸法             | ピニオン有効径            | 860mm                                                              | 860mm                                                              | 860mm                                                              |                                  |                                  |                                  |
| 重量             | 空車重量                  | 23.5t                                                              | 24.0t                                                              | 25.4t                                                              |                                  |                                  |                                  |
| 重量             | 運転整備重量              | 30.0t                                                              | 30.5t                                                              | 31.4t                                                              |                                  |                                  |                                  |
| 重量             | 動輪周上重量              | 30.0t                                                              | 30.5t                                                              | 31.4t                                                              |                                  |                                  |                                  |
| ボイラー         | 火格子面積                | 1.9m2                                                              | 1.9m2                                                              | 1.9m2                                                              |                                  |                                  |                                  |
| ボイラー         | 火室伝熱面積              | 5.7m2                                                              | 5.7m2                                                              | 5.7m2                                                              |                                  |                                  |                                  |
| ボイラー         | 全伝熱面積                | 62.2m2                                                             | 62.2m2                                                             | 66.9m2                                                             |                                  |                                  |                                  |
| ボイラー         | 煙管本数                  | 小煙管160                                                          | 小煙管160                                                          | 小煙管160                                                          |                                  |                                  |                                  |
| ボイラー         | 煙管長                    | 2500mm                                                             | 2500mm                                                             | 2680mm                                                             |                                  |                                  |                                  |
| ボイラー         | 使用圧力                  | 14kg/cm2                                                           | 14kg/cm2                                                           | 14kg/cm2                                                           |                                  |                                  |                                  |
| 粘着式走行装置   | シリンダ径                | 380mm                                                              | 380mm                                                              | 380mm                                                              |                                  |                                  |                                  |
| 粘着式走行装置   | シリンダ行程              | 450mm                                                              | 450mm                                                              | 450mm                                                              |                                  |                                  |                                  |
| 粘着式走行装置   | 弁装置                    | ワルシャート式                                                     | ワルシャート式                                                     | ワルシャート式                                                     |                                  |                                  |                                  |
| ラック式走行装置 | シリンダ径                | 380mm                                                              | 380mm                                                              | 380mm                                                              |                                  |                                  |                                  |
| ラック式走行装置 | シリンダ行程              | 450mm                                                              | 450mm                                                              | 450mm                                                              |                                  |                                  |                                  |
| ラック式走行装置 | 弁装置                    | ワルシャート式                                                     | ワルシャート式                                                     | ワルシャート式                                                     |                                  |                                  |                                  |
| ラック式走行装置 | 減速比                    | 2.20                                                               | 2.20                                                               | 2.20                                                               |                                  |                                  |                                  |
| 性能             | 出力                      | 298kW                                                              | 298kW                                                              | 298kW                                                              |                                  |                                  |                                  |
| 性能             | 牽引力                    | 49/108kN（粘着区間/ラック区間）                                    | 49/108kN（粘着区間/ラック区間）                                    | 49/108kN（粘着区間/ラック区間）                                    |                                  |                                  |                                  |
| 性能             | 牽引トン数（120パーミル） | 50t/10km/h                                                         | 50t/10km/h                                                         | 50t/10km/h                                                         |                                  |                                  |                                  |
| 性能             | 最高速度                  | 40/13km/h（粘着区間/ラック区間）                                   | 40/13km/h（粘着区間/ラック区間）                                   | 40/13km/h（粘着区間/ラック区間）                                   | 40/13km/h（粘着区間/ラック区間） | 40/13km/h（粘着区間/ラック区間） | 40/13km/h（粘着区間/ラック区間） |
| 炭水             | 石炭積載量                | 0.8t                                                               | 0.8t                                                               | 0.8t                                                               |                                  |                                  |                                  |
| 炭水             | 水積載量                  | 2.8m3                                                              | 2.8m3                                                              | 3.04m3                                                             |                                  |                                  |                                  |
| ブレーキ装置     | ブレーキ装置              | 手ブレーキ、真空ブレーキ、（1908年以降空気ブレーキ）、反圧ブレーキ | 手ブレーキ、真空ブレーキ、（1908年以降空気ブレーキ）、反圧ブレーキ | 手ブレーキ、真空ブレーキ、（1908年以降空気ブレーキ）、反圧ブレーキ |                                  |                                  |                                  |

## 運行

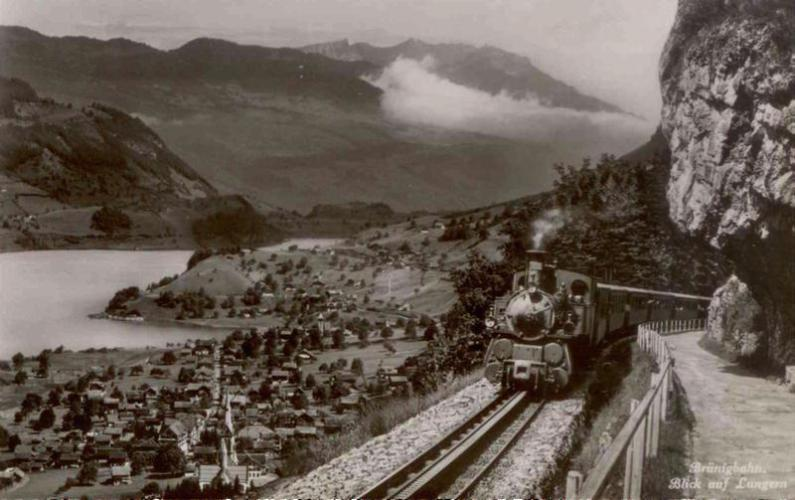
ラック区間を走行するHG3/3形が牽引する列車、後方の湖はルンゲルン湖

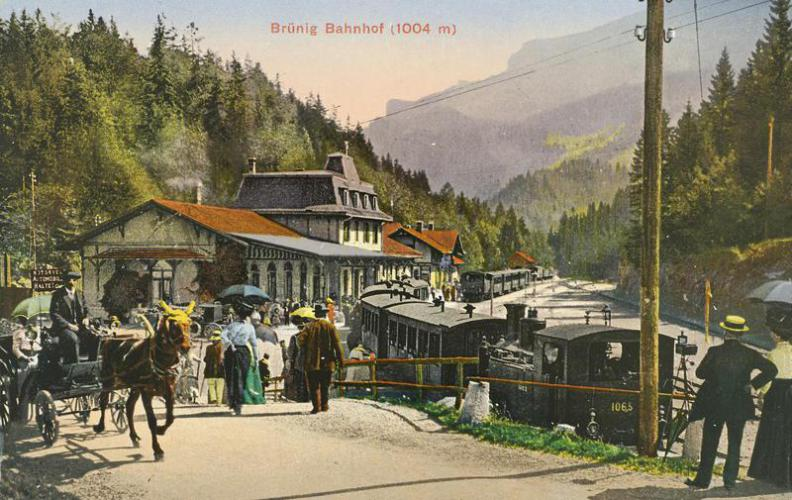
ブリューニック峠の最高地点にあるブリューニック・ハスリベルク駅とHG3/3　1058号機が牽引する列車ほか、彩色絵葉書

- スイス国鉄の唯一の1m軌間の路線であるルツェルン-インターラーケン間のブリューニック線で使用されていた。
- ブリューニック線は全長74.0km、高度差566m、最急勾配25パーミル（粘着区間）もしくは120パーミル（ラック区間）、最高高度1002m、高度差567mでルツェルン-インターラーケン間を結ぶ山岳路線で、ルツェルン湖からレマン湖に抜けるゴールデンパスラインの一部であり、スイス国鉄の唯一の1m軌間の路線であった。なお、本形式が運用を開始した1905年時点では、同線はルツェルン - ブリエンツ間の運行で、同駅でブリエンツ湖のインターラーケンに至る船便に連絡していた。1912年夏ダイヤでの運行は以下の通り。
  - ルツェルン - ブリエンツ間：8往復（所要約3時間20-50分、うち2往復は7月1日-9月15日運転の急行列車、所要約3時間）
    - ルツェルン発：5:55、7:50、9:20（急行）、9:53、11:22、12:52、14:18（急行）、16:20
    - ブリエンツ発：7:18、9:17（急行）、10:28、12:05、13:13（急行）、14:25、16:18、18:46

  - ルツェルン - メイリンゲン間：1往復（所要約2時間40分-55分）
    - ルツェルン発：18:10
    - メイリンゲン発：5:50

  - ルツェルン - ギスヴィール間：1.5往復（所要約1時間10分）
    - ルツェルン発：14:45（平日のみ）、21:10
    - ギスヴィール発：4:40

  - ブリエンツ - メイリンゲン間：0.5往復（所要約20分）
    - ブリエンツ発：17:30（7月1日-9月15日）
- 本機はラック区間だけでなく、粘着区間を含む全線で使用されて単機または重連で旅客および貨物列車を牽引しており、粘着区間では粘着区間専用のG3/4形と併用されていた。運行当初は本形式が3軸客車最大4両程度を牽引する列車が主であったが、その後、1916年のブリエンツ - インターラーケン・オスト間の開業の影響もあり、ブリューニック線の輸送量の増加したため徐々に重連によって多くの客車を牽引するようになり、1938年には本形式4重連で2軸ボギー客車最大11両を牽引する長大編成で運行されるようになっており、1922年頃には本形式の走行装置2機分にスイス国鉄B3/4 1301-1369形[9]のボイラーを組み合わせたガーラット式のHG3/3+3/3形[10]の導入も検討されていたが、電化を進めることとなり実現はしていない。各年代における最長の編成例は以下のとおり。
  - 1905年：HG3/3形+3軸客車4両（牽引力50t、輸送力120名）
  - 1914年：HG3/3形+3軸客車8両+HG3/3形（牽引力100t、輸送力240名）
  - 1935年：HG3/3形+HG3/3形+2軸ボギー客車7両+HG3/3形（牽引力150t、輸送力450名）
  - 1938年：HG3/3形+2軸ボギー客車6両+HG3/3形+HG3/3形+2軸ボギー客車5両+HG3/3形（牽引力200t、輸送力560名）
- 1941-42年のブリューニック線の交流15kV 2/3Hzでの電化後も非電化の駅構内の入換用や、軌間は同一ながら電気方式の異なるベルナーオーバーラント鉄道[11]（インターラーケンで接続、直流1500V電化）および同じく軌間は同一で当時は非電化であったメイリンゲン・インナートキルヒェン鉄道[12]（メイリンゲンで接続）との連絡輸送に1965年9月まで使用されていた。

## 廃車・譲渡
- 1942年のブリューニック線の全線電化と、その後の入換用ディーゼル機関車の導入に伴い、1941年以降1965年にかけて順次廃車となり、2機がギリシャへ、1機がルツェルンの交通博物館に、1機が鉄道車両保存団体に譲渡されている。また、一部でボイラーの振替がなされている。各機体の廃車年、譲渡先は以下の通り。

- 1051 - 1943年 - 解体
- 1052 - 1942年 - 解体
- 1053 - 1953年 - 解体
- 1054 - 1949年 - 解体
- 1055 - 1949年 - ギリシャ
- 1056 - 1947年 - 解体
- 1057 - 1941年 - 解体
- 1058 - 1949年 - ギリシャ
- 1059 - 1942年 - 解体

- 1060 - 1943年 - 解体（ボイラーは1968号機へ）
- 1061 - 1944年 - 廃車
- 1062 - 1942年 - 解体（ボイラーは1963号機へ）
- 1063 - 1957年 - ルツェルン交通博物館
- 1064 - 1956年 - 解体
- 1065 - 1965年 - 解体
- 1066 - 1957年 - 解体
- 1067 - 1965年 - 鉄道車両保存団体へ譲渡（1972年より動態保存）
- 1068 - 1965年 - メイリンゲンで静態保存（現在動態保存に向け修復中）

- ギリシャに譲渡されたHG3/3 1055および1058号機は、ほぼ同時に譲渡されたG3/4形の203-205号機とともにテッサリア地方のテッサリア鉄道[13]に譲渡されて、ヴォロスの港湾鉄道で入換用などに同番号のまま使用された。同鉄道ではラック区間用の走行装置を撤去し、カウキャッチャーとねじ式連結器を設置して運行されていた。なお、現在では旧1058号機がヴォロスで旧203号機や他の機体とともにヴォロスの車両工場に廃車体として残存している。
- HG3/4 1063号機はルツェルンの交通博物館でカットモデルに改造されて保存されている。
- HG3/4 1067号機はバレンベルク蒸気鉄道[14]に譲渡されて、1972年からは、同じく同鉄道が保有するG3/4 208号機とともにブリューニック線やベルナーオーバラント鉄道、メイリンゲン・インナートキルヒェン鉄道などでブリューニック保存鉄道[15]などの鉄道車両保存団体が所有する旧型客車などを牽引した観光列車として運行されているが、2013年11月16日に発生した本機が収容されていた車庫の火災により焼損しており、現在修復中となっている。
- HG3/4 1068号機はメイリンゲンで静態保存され、2000年には1067号機と同じバレンベルグ蒸気鉄道の所有となってインターラーケンに移設され、保管されていたが、2017年から動態保存機として運行を開始する予定で2013年から修復作業が行われている。

## 同型機
本形式はSLM製ヴィンタートゥール式蒸気機関車の標準形式としてその後いくつかの鉄道向けにSLMで同様の機体が生産されたほか、他社でも同型機を生産しているが、そのうちの主な機体は以下の通り。

### ベルナーオーバーラント鉄道HG3/3 7-10形

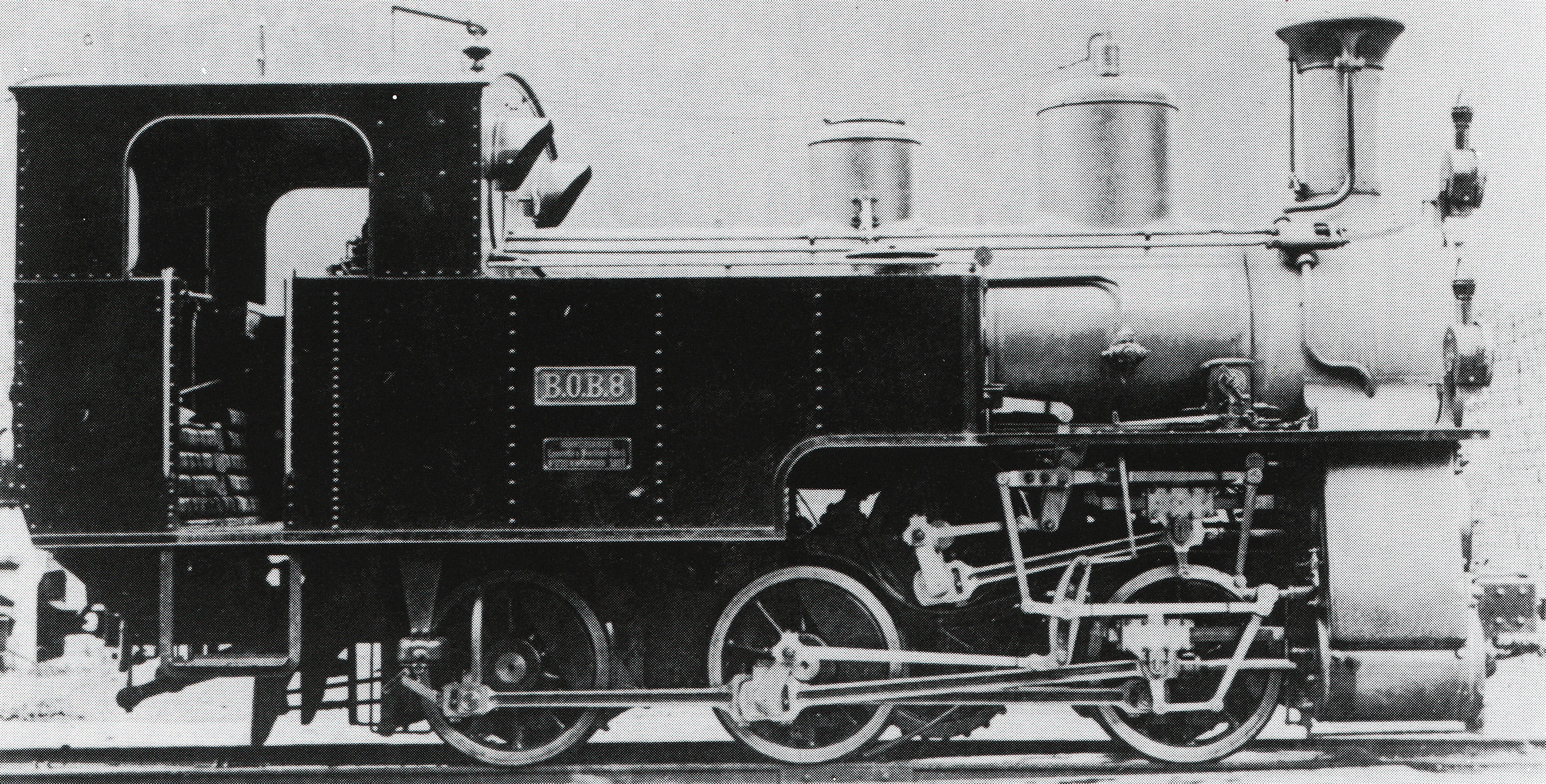
ベルナーオーバーラント鉄道のHG3/3 8号機、スイス国鉄のHG3/3形とほぼ同型

- ベルナーオーバーラント鉄道では、HG3/3 7-10形として1906年に7、8号機、1910年に9、10号機の4機が導入されている。これらの機体はHG3/3 7、8号機が全伝熱面積62.2m2、自重/運転整備重量24.5/30.0t、9、10号機が全伝熱面積66.9m2、自重/運転整備重量25.2/31.6tとスイス国鉄のHG3/3形とほぼ同型であったが、動輪径が910mm、ピニオン径が860mmであるほか、シリンダ径が粘着式駆動装置用、ラック式駆動装置用ともに380mmから310mmに縮小されている。各機体の機番、SLM製番、製造年は以下の通り。
  - 7 - 1728 - 1906年
  - 8 - 1729- 1906年
  - 9 - 2084 - 1910年
  - 10 - 2085 - 1910年
- ベルナーオーバーラント鉄道では1914年の電化まで使用され、1915-17年に廃車となっている。廃車後はHG3/3 7、8、10号機はSLMで950mm軌間、シュトループ式ラック方式に改造の上、イタリアの地中海鉄道[16]に譲渡されて同鉄道の260形261-263号機として、イタリア南部のラゴネグロからカストロヴィッラリを経由してスペッツァーノ・アルバネーゼまでを結ぶ、全長105km、最急勾配100パーミルのラゴネグロ-カストロヴィッラリ-スペッツァーノ・アルバネーゼ線[17]で1950年まで使用され、HG3/3 9号機は同じくイタリア北部ヴェネト州のヴェーネタ公共鉄道[18]に同様の軌間およびラック方式改造の上で譲渡されている。同鉄道では、最急勾配125パーミルのスキーオ - アジアーゴ間で110号機（機体名Lupa）として路線廃止の1958年まで主に貨物列車の牽引や入換用として使用された。

### イタリア国鉄980形

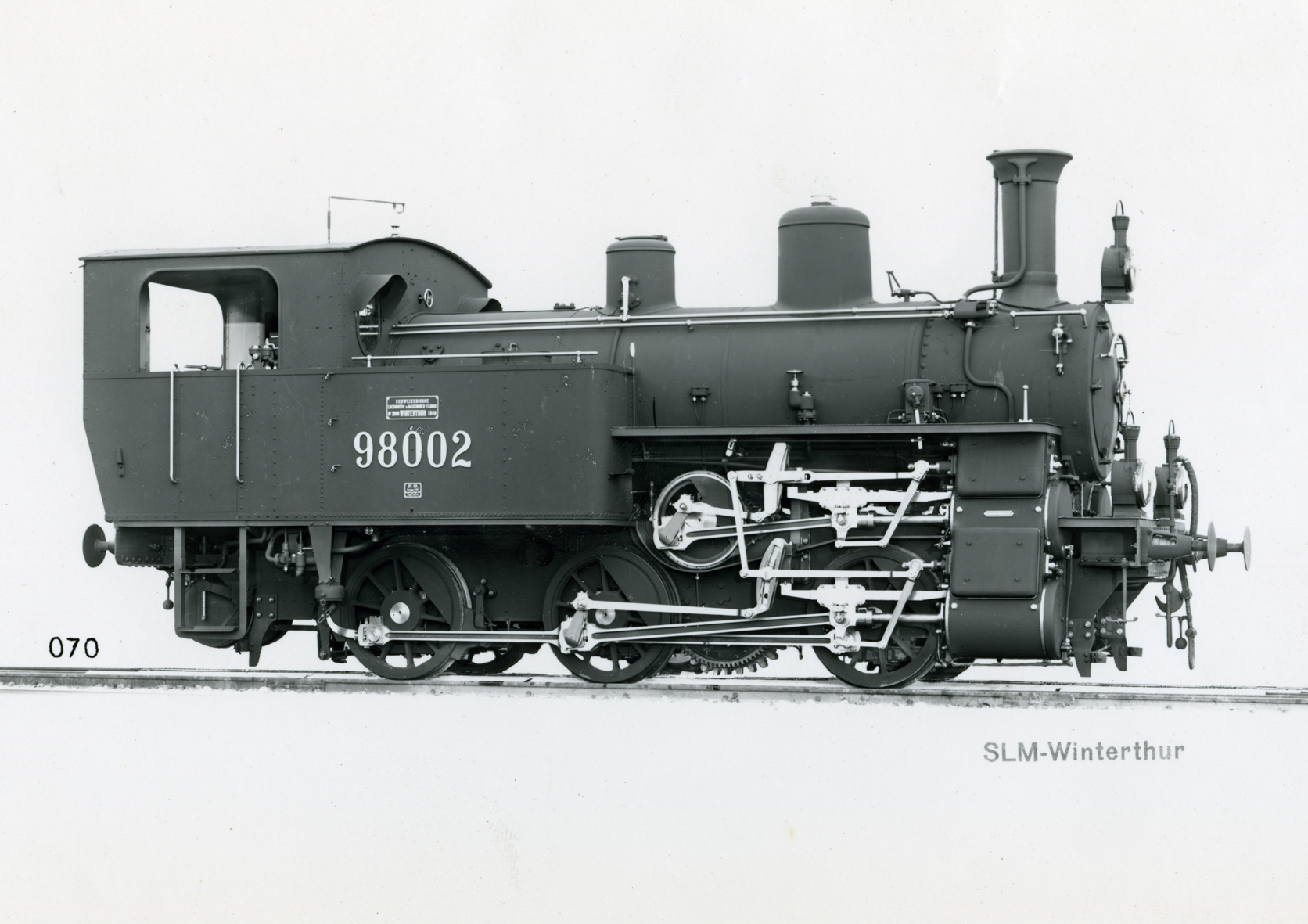
イタリア国鉄の98002号機のSLM公式写真、1912年

- 1908-13年にイタリア国鉄の980形として12機が導入されている。この980形はイタリア北部のチェーチナとサリーネ・ディ・ヴォルテッラの間を結ぶ1435mm軌間、最急勾配100パーミルのチェーチナ-ヴォルテッラ線[19]用として98001-98012号機の112機がピサ機関区に配属されたもので、1435mm軌間向けに大型化されて全伝熱面積が96.0m2、自重/運転整備重量35.0/43.0tとなっている。その後1915年にはイタリア南部のパオラとコゼンツァの間を結ぶ、同じく1435mm軌間、最急勾配75パーミルのパオラ-コゼンツァ線[20]用として8機がコゼンツァ機関区に転属となり、その後同型機として製造所をアンサルドブレダに変更し、過熱蒸気式とした981形の98101-98108号機の8機が同線用として1922年に増備されている。
- 本形式は1958年のチェーチナ-ヴォルテッラ線の廃止まで使用されており、その後98002号機がナポリにあるピエトラルサ国立鉄道博物館[21]で静態保存されている。

### ヴェーネタ公共鉄道1形

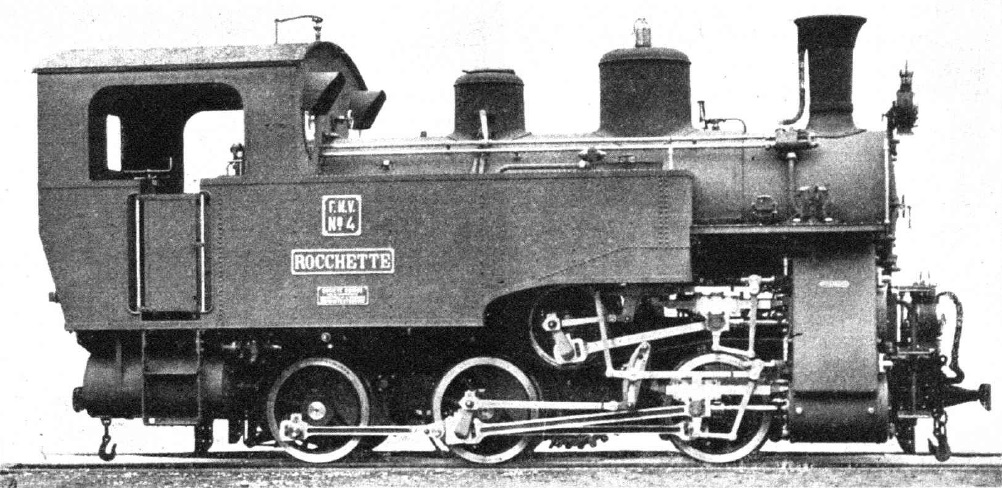
ヴェーネタ公共鉄道4号機"Rocchette"のSLM公式写真、1911年

- 1908、11年に前述のヴェーネタ公共鉄道の1形として4機が、ヴェーネタ公共鉄道の1形1-4号機（機体名はそれぞれA. Rossi 、Asiago、Roana、Rocchette）は全長7242ｍｍ、全伝熱面積55.7m2、自重/運転整備重量22.8/29.0tとスイス国鉄の機体を若干縮小したものとなっている。

### マラガ郊外鉄道40形
- 1920、1924年にスペイン南部アンダルシア州のマラガ郊外鉄道[22]のベレス＝マラガ - ペリアナ - ベンタス・デ・サファラヤ間向けに3機が製造されている。この機体はボイラーが過熱式となったほか、全長7760mm、自重/運転整備重量26.75/34.5tとスイス国鉄の機体より若干拡大されたものとなっている。各機体の機番、SLM製番、製造年は以下の通りで、全機が1962年に廃車となっている。
  - 41 - 2759 - 1920年
  - 42 - 2760- 1920年
  - 43 - 2942 - 1924年